# Codigoro
Codigoro é uma comuna italiana da região da Emília-Romanha, província de Ferrara, com cerca de 13.040 habitantes. Estende-se por uma área de 169 km², tendo uma densidade populacional de 77 hab/km². Faz fronteira com Berra, Comacchio, Goro, Jolanda di Savoia, Lagosanto, Massa Fiscaglia, Mesola, Migliarino.

## Demografia
| Variação demográfica do município entre 1861 e 2011                               |
|                                                                                   |
| Fonte: Istituto Nazionale di Statistica (ISTAT) - Elaboração gráfica da Wikipedia |